# Ароусмит (Илиноис)
Ароусмит (енгл. Arrowsmith) град је у америчкој савезној држави Илиноис.

## Демографија
По попису из 2010. године број становника је 294, што је 4 (-1,3%) становника мање него 2000. године.
| Група             | 2000.       | 2010.       |
| Белци             | 294 (98,7%) | 280 (95,2%) |
| Афроамериканци    | 0 (0,0%)    | 1 (0,3%)    |
| Азијати           | 0 (0,0%)    | 5 (1,7%)    |
| Хиспаноамериканци | 2 (0,7%)    | 4 (1,4%)    |
| Укупно            | 298         | 294         |